# C/2012 T6 (Kowalski)
C/2012 T6 (Kowalski) — одна з короткоперіодичних комет типу комети Галлея. Ця комета була відкрита 15 жовтня 2012 року; вона мала 17.6m на час відкриття.